# Збірна Марокко з футболу
Збірна Марокко з футболу — національна чоловіча команда з футболу, що представляє Марокко на міжнародних футбольних турнірах та у товариських матчах. Керівна організація — Королівська федерація футболу Марокко. 
Станом на 28 листопада 2024 посідає 14-e місце у рейтингу футбольних збірних світу.

## Чемпіонат світу
- 1930–1958 — не брала участі
- 1962 — не пройшла кваліфікацію
- 1966 — відмовилася від участі
- 1970 — груповий турнір
- 1974–1982 — не пройшла кваліфікацію
- 1986 — 1/8 фіналу
- 1990 — не пройшла кваліфікацію
- 1994 — груповий турнір
- 1998 — груповий турнір
- 2002 — не пройшла кваліфікацію
- 2006 — не пройшла кваліфікацію
- 2010 — не пройшла кваліфікацію
- 2014 — не пройшла кваліфікацію
- 2018 — груповий турнір
- 2022 — 4 місце

## Кубок Африки
| - 1957 — не брала участі - 1959 — не брала участі - 1962 — відмовилася від участі - 1963 — не пройшла кваліфікацію - 1965 — не брала участі - 1968 — не пройшла кваліфікацію - 1970 — не пройшла кваліфікацію - 1972 — груповий турнір - 1974 — не пройшла кваліфікацію - 1976 — чемпіон - 1978 — груповий турнір - 1980 — третє місце - 1982 — не пройшла кваліфікацію - 1984 — не пройшла кваліфікацію - 1986 — четверте місце - 1988 — четверте місце |  | - 1990 — не пройшла кваліфікацію - 1992 — груповий турнір - 1994 — не пройшла кваліфікацію - 1996 — не пройшла кваліфікацію - 1998 — чвертьфінал - 2000 — груповий турнір - 2002 — груповий турнір - 2004 — друге місце - 2006 — груповий турнір - 2008 — груповий турнір - 2010 — не пройшла кваліфікацію - 2012 — груповий турнір - 2013 — груповий турнір - 2015 — дискваліфікована - 2017 — чвертьфінал - 2019 — 1/8 фіналу - 2021 — чвертьфінал - 2023 — 1/8 фіналу |

### Поточний склад
Наступні 26 гравці були оголошені у списку збірної для участі у ЧС-2022.
Матчі та голи вірні станом на 17 листопада 2022 року, після матчу проти Грузії.
| №  | Поз. | Гравець             | Дата народження (вік)        | Ігри | Голи | Клуб                 |
| -- | ---- | ------------------- | ---------------------------- | ---- | ---- | -------------------- |
| 1  |      | Яссін Буну          | 5 квітня 1991 (33 роки)      | 47   | 0    | Севілья              |
| 12 |      | Мунір Мохамеді      | 10 травня 1989 (35 років)    | 43   | 0    | Аль-Вахда            |
| 22 |      | Ахмед Реда Таґнауті | 5 квітня 1996 (28 років)     | 3    | 0    | Відад                |
|    |      |                     |                              |      |      |                      |
| 2  |      | Ашраф Хакімі        | 4 листопада 1998 (26 років)  | 55   | 8    | Парі Сен-Жермен      |
| 3  |      | Нуссаїр Мазрауї     | 14 листопада 1997 (27 років) | 16   | 2    | Баварія Мюнхен       |
| 5  |      | Наєф Аґерд          | 30 березня 1996 (28 років)   | 23   | 1    | Вест Гем Юнайтед     |
| 6  |      | Ромен Саїсс ()      | 26 березня 1990 (34 роки)    | 67   | 1    | Бешикташ             |
| 18 |      | Джавад Ель-Ямік     | 29 лютого 1992 (33 роки)     | 12   | 2    | Вальядолід           |
| 20 |      | Ашраф Дарі          | 6 травня 1999 (25 років)     | 4    | 0    | Брест                |
| 23 |      | Бадр Банун          | 30 вересня 1993 (31 рік)     | 3    | 0    | Катар СК             |
| 25 |      | Ях'я Аттіят Аллах   | 2 березня 1995 (30 років)    | 3    | 0    | Відад                |
|    |      |                     |                              |      |      |                      |
| 4  |      | Соф'ян Амрабат      | 21 серпня 1996 (28 років)    | 40   | 0    | Фіорентіна           |
| 8  |      | Аззедін Унахі       | 19 квітня 2000 (24 роки)     | 11   | 2    | Анже                 |
| 11 |      | Абдельхамід Сабірі  | 28 листопада 1996 (28 років) | 3    | 1    | Сампдорія            |
| 13 |      | Ільяс Шаїр          | 30 жовтня 1997 (27 років)    | 11   | 1    | Квінз Парк Рейнджерс |
| 15 |      | Селім Амалла        | 15 листопада 1996 (28 років) | 25   | 4    | Стандард Льєж        |
| 24 |      | Білал Ель-Ханнус    | 10 травня 2004 (20 років)    | 0    | 0    | Генк                 |
| 26 |      | Ях'я Жабран         | 18 червня 1991 (33 роки)     | 5    | 0    | Відад                |
|    |      |                     |                              |      |      |                      |
| 7  |      | Хакім Зієш          | 19 березня 1993 (32 роки)    | 44   | 18   | Челсі                |
| 9  |      | Абдерразак Хамдалла | 17 грудня 1990 (34 роки)     | 19   | 6    | Аль-Іттіхад          |
| 10 |      | Анасс Зарурі        | 7 листопада 2000 (24 роки)   | 1    | 0    | Бернлі               |
| 14 |      | Закарія Абухляль    | 18 лютого 2000 (25 років)    | 12   | 2    | Тулуза               |
| 16 |      | Абде Еззалзулі      | 17 грудня 2001 (23 роки)     | 3    | 0    | Осасуна              |
| 17 |      | Соф'ян Буфаль       | 17 вересня 1993 (31 рік)     | 33   | 6    | Анже                 |
| 19 |      | Юссеф Ен-Несірі     | 1 червня 1997 (27 років)     | 51   | 15   | Севілья              |
| 21 |      | Валід Шеддіра       | 22 січня 1998 (27 років)     | 2    | 0    | Барі                 |